# Taft (Teksas)
Taft – miasto w Stanach Zjednoczonych, w stanie Teksas, w hrabstwie San Patricio.